# Gewichtsreduktion
Gewichtsreduktion – auch Gewichtsabnahme (umgangssprachlich Abnehmen) oder Gewichtsverlust genannt – ist die Verringerung von Körpergewicht (Körpermasse) bei Menschen oder Tieren.
Grundsätzlich kommt es zu einer Gewichtsreduktion, wenn dem Körper beim Stoffwechsel weniger Energie in Form von Nahrung und Getränken zugeführt wird als durch Grundumsatz und körperliche Aktivität verbraucht werden und dadurch eine negative Energiebilanz entsteht.

## Arten der Gewichtsreduktion
Der (menschliche) Körper kann Gewicht durch Verlust von Wasser (siehe Wasserhaushalt), Abbau von Reservestoffen wie Glykogen oder Körperfett, Muskelmasse, Mineralstoffe (siehe Mineralhaushalt), Knochenabbau und Verlust von Körperteilen verlieren.

### Verlust von Wasser
Der Wassergehalt des menschlichen Körpers kann je nach der persönlichen Verfassung zwischen 45 und 70 % betragen. Fettleibigere Menschen führen im Verhältnis weniger Wasser mit sich, denn Fettgewebe enthält weniger Wasser als beispielsweise Muskelgewebe.
Abgesehen von der Austrocknung (Exsikkose durch verringerte Flüssigkeitsaufnahme oder unzureichende Flüssigkeitszufuhr siehe Dehydratation) kann die kurzfristige Abnahme des Körperwassers zu einer vermeintlich schnellen Gewichtsreduktion führen.
Phosphate werden in der Lebensmittelverarbeitung eingesetzt, um Zubereitungen (beispielsweise Schinken, Wurst, Schmelzkäse …) mit mehr Wasser zu versehen (zwecks besserer Verarbeitbarkeit, „saftigerem“ Erscheinungsbild oder Lebensmittelbetrug damit Wasser zum Wurstpreis verkauft wird). Daraus wurden unbewiesene Hypothesen abgeleitet, dass mit der Nahrung zugeführte Phosphate ebenso Wasser im Körper binden würden.

### Abbau von Glykogen
In einem 80 kg schweren Menschen sind etwa zwei bis zweieinhalb Kilogramm wasserhaltiges Glykogen gespeichert. Dieser Glykogenspeicher in Muskeln und Leber steht Ausdauersportlern zur Verfügung oder wird bei einer Diät vorrangig abgebaut. Glykogen ist als Polysaccharid, ähnlich wie Stärke, stark hygroskopisch und wird daher mit Hilfe von Wasser in den Zellen gespeichert. Der oft rapide Gewichtsabbau in den ersten Tagen von Low-Carb-Diäten kann durch den Verlust dieses Wassers erklärt werden. Folgerichtig führt auch das Fortführen des gewohnten Essverhaltens zum Wiederauffüllen der Glykogenvorräte im Körper und zu einem extrem schnellen Gewichtsanstieg von bis zu 2–3 kg durch die Einlagerung von Wasser.

### Fettverbrennung
Wie Kohlenhydrate werden Fette letztlich zu Kohlenstoffdioxid (CO2) und Wasser (H2O) verbrannt, die genauen Verhältnisse hängen vom Ausgangsmolekül ab.
Bei der Verbrennung eines durchschnittlichen Triglycerids, der Speicherform von Fetten im Körper, wird etwa 16 % der Masse in Wasser umgewandelt, das über Schweiß, Urin oder andere Flüssigkeiten verloren geht oder anderweitig im Körper verwendet wird. Die restlichen 84 % werden in CO2 gebunden und abgeatmet. Für die Verbrennung von 10 kg Fett werden 29 kg Sauerstoff benötigt, das Endprodukt sind 28 kg CO2 und 11 kg Wasser.

### Proteinverbrennung
Bei der Verbrennung von Proteinen entsteht giftiger Ammoniak, der zu Harnstoff verstoffwechselt und über den Urin ausgeschieden wird.

## Gezielte Gewichtsreduktion zum Abbau von Übergewicht

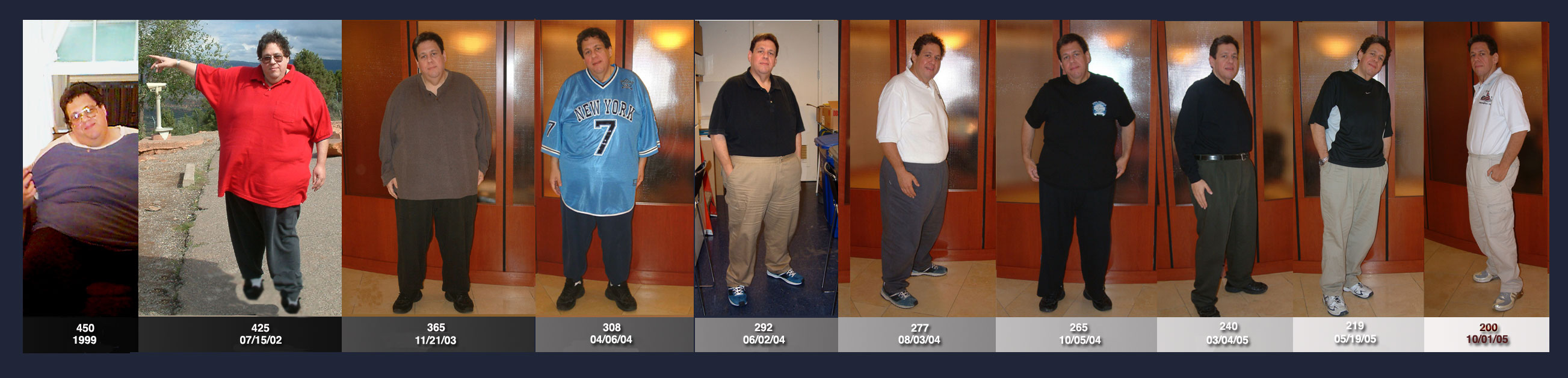
Erfolgreiche Reduktion der Körpermasse von 204 kg auf 91 kg. Unter den Bildern ist das Gewicht in Pfund angegeben, umgerechnet knapp ein halbes Kilo.

Eine gezielte Gewichtsreduktion kann durch eine Kombination folgender Maßnahmen erreicht werden:
- reduzierte Kalorienaufnahme, durch Reduktionsdiät oder durch medikamentöse Appetitverringerung oder durch Magenverkleinerung
- Änderung der Ernährungs- und Lebensweise (Diätetik) durch Auswahl bestimmter Lebensmittel mit höherem Sättigungseffekt pro Kalorie
- Vermeidung bestimmter, biologisch oder chemisch ungünstig wirksamer Zutaten
- Muskelaufbau zur Erhöhung des Grundumsatzes (zum Beispiel durch Bodybuilding)
- gesteigerte körperliche Aktivität durch Sport und Fitnesstraining
- gesteigerte kognitive Aktivität
- Verhaltenstherapie zum Erlernen neuer Essgewohnheiten und Verhaltensroutinen

Eine gezielte Gewichtsreduktion ist vor allem notwendig bei Übergewicht, welches häufig in industrialisierten Ländern auftritt, wo nur noch wenige Menschen harte körperliche Arbeit verrichten und Nahrung im Überfluss vorhanden ist. Bei starkem Übergewicht (Adipositas) können auch Maßnahmen der Adipositaschirurgie zum Einsatz kommen.
Ziel ist das Erreichen des „Idealgewichts“ oder wenigstens eine Reduzierung des Übergewichts. Dabei verspricht man sich folgende positiven Effekte:
- weniger Krankheiten („bessere Gesundheit“) und zugleich höhere Lebenserwartung
- leistungsfähig zu sein und Belastungen eher standzuhalten (gesteigerte Fitness)
- mehr Lebensfreude
- schlankeres Aussehen

## Gewichtsreduktion als Ergebnis von Krankheiten und Störungen
Körperliche, psychische und Verhaltensstörungen (Essstörung) können eine Gewichtsreduktion als Ergebnis haben. Fehlgeleitete Selbstwahrnehmung kann zu Untergewicht führen.

## Ungewollte Gewichtsreduktion in Perioden von Hunger und Not
Eine ungewollte Gewichtsreduktion ist meist die Folge von Hunger oder Krankheit und führt langfristig zu Untergewicht. Dies tritt heute vor allem in sogenannten Entwicklungsländern auf, wo oft Nahrungsmittel nicht ausreichend vorhanden sind. Auch in Zeiten der Not in Zentraleuropa spielte die Abmagerung eine Rolle. So finden sich in Zeitschriften quer durch die erste Hälfte des 20. Jahrhunderts Kleinanzeigen wie diese von 1931:

„Gegen Magerkeit gebrauche man stets nur Steiners Oriental. Kraft-Pillen. Sie bewirken in kurzer Zeit erhebliche Gewichtszunahme, blühendes Aussehen u. schöne, volle Körperform (für Damen prachtvolle Büste); stärken die Arbeitslust, Blut und Nerven.“

In der zweiten Hälfte des 20. Jahrhunderts verschwanden Annoncen zur Gewichtszunahme aus deutschen Zeitschriften. Jedoch war Übergewicht selbst zu Zeiten der Weltkriege in Werbeanzeigen das wichtigere Thema. In dem oben zitierten Blatt finden sich Anzeigen mit den Werbebotschaften „Wie starke Frauen schlanker werden“, „Korpulenz? Entfettungstee!“ und „Ist Schlankheit nur Mode?“